# Факултет хуманистичких наука Карловог универзитета
Факултет хуманистичких наука Карловог универзитета (чеш. Fakulta humanitních studíu Univerzity Karlovy, FHS UK) је факултет Карловог универзитета у Прагу, Чешка Република. Његов главни фокус су хуманистичке науке и друштвена и културна антропологија, укључујући етномузикологију. Смештен у Либењу, Праг 8, факултет има 240 чланова факултета и око 2.500 студената.

## Галерија
- Стара зграда
- Нова зграда